# Ooctonus insignis
Ooctonus insignis är en stekelart som beskrevs av Alexander Henry Haliday 1833. Ooctonus insignis ingår i släktet Ooctonus och familjen dvärgsteklar.
Artens utbredningsområde är:
- Tjeckien.
- Slovakien.
- Nederländerna.
- Sverige.

Arten är reproducerande i Sverige. Inga underarter finns listade i Catalogue of Life.